# Saint-Clair (Tarn-et-Garonne)
Saint-Clair ist eine französische Gemeinde mit 258 Einwohnern (Stand 1. Januar 2022) im Département Tarn-et-Garonne in der Region Okzitanien. Sie gehört zum Arrondissement Castelsarrasin. Sie grenzt im Norden und im Osten an Castelsagrat, im Südosten an Saint-Paul-d’Espis, im Süden an Saint-Vincent-Lespinasse, im Südwesten an Goudourville und im Westen an Gasques.

## Bevölkerungsentwicklung
| Jahr      | 1962 | 1968 | 1975 | 1982 | 1990 | 1999 | 2008 | 2015 |
| --------- | ---- | ---- | ---- | ---- | ---- | ---- | ---- | ---- |
| Einwohner | 216  | 180  | 160  | 171  | 237  | 225  | 243  | 276  |